# Jacobus III van Luxemburg-Fiennes
Jacobus III van Luxemburg-Fiennes (Jacques III de Luxembourg-Fiennes) was een edelman uit het huis Luxemburg-Saint Pol. Jacobus III was de zoon van Jacobus II van Luxemburg-Fiennes en Margaretha van Brugge-Gruuthuse. Hij trouwde rond 1525 met Helena de Croÿ (1500-1540). Het stel kreeg geen kinderen. Jacobus III had twee zussen: Francisca van Luxemburg en Margaretha van Luxemburg-Saint Pol. Jacobus III werd bij het kapittel in Barcelona in 1519 benoemd tot ridder in de Orde van het Gulden Vlies. Hij was kamerheer van Keizer Karel, gouverneur van Rijsel en Dowaai (1513-1530), gouverneur en kapitein-generaal van het graafschap Vlaanderen (1517-1530).  In 1497 werd hij eigenaar van het Brugse Hof Bladelin, dat hij in 1530 schonk aan zus Francisca van Luxemburg.  Op zijn vraag kreeg Zottegem in 1524 marktrecht van Keizer Karel V (dat wij ontfanghen hebben [...] van onsen seer lieven ghetrauwen neve, gouverneur ende cappiteyn ons lants van Vlaenderen, heere Jacob van Luxembourgh, grave van Gavre, heere van Fienes etc.) Jacobus III overleed in 1532.
Jacobus III was heer van Fiennes, van Zottegem, van Armentiers, van Erkegem en van Gavere (in 1519 werd Gavere verheven tot graafschap). Doordat hij geen kinderen had, ging het eigendom van de lijn Luxemburg-Fiennes over op zijn zus Françoise van Luxemburg.